# Coppa Italia Serie C 2006-2007
La Coppa Italia di Serie C 2006-2007 è stata la ventiseiesima edizione di quella che oggi si chiama Coppa Italia Lega Pro. Il vincitore è stato il Foggia che si è aggiudicato il trofeo per la sua prima volta nella storia battendo il Cuneo nella finale a doppia sfida.

## La formula
Vengono ammesse alla competizione tutte le squadre che risultano regolarmente iscritte ad un campionato di Serie C.
La competizione si divide in due fasi:
- Fase eliminatoria a gironi: vi partecipano le 62 squadre di serie C1 e serie C2 che non prendono parte alla Coppa Italia maggiore. Le 62 squadre sono suddivise in 12 gironi di sei squadre ciascuna. Si giocano partite di sola andata e vengono ammesse al turno successivo le prime classificate di ogni girone.
- Fase ad eliminazione diretta: alle 12 qualificate tramite la fase eliminatoria, si uniscono le 28 squadre che hanno preso parte alla Coppa Italia maggiore, per avere un totale di 40 società partecipanti alla fase finale. Tuttavia, 8 sono ammesse direttamente agli ottavi di finale e le altre 32 si giocano gli altri 8 posti rimanenti. Le 8 squadre ammesse direttamente agli ottavi sono: le finaliste della Coppa Italia Serie C della stagione precedente, le perdenti delle due finali Play-off di serie C1 della stagione precedente e le quattro retrocesse dalla serie B alla fine della stagione precedente (Avellino, Cremonese, Gallipoli, Grosseto, Monza, Pavia, Sanremese, Ternana). Tutte le partite della seconda fase si giocano con il criterio della doppia gara (andata e ritorno) con i canonici criteri per la determinazione della squadra vincente alla fine del doppio scontro.

## La prima fase eliminatoria a gironi

### Squadre e gironi
Le 62 squadre partecipanti al primo turno sono state suddivise in 12 gironi:
- i gironi A e B sono composti da 6 squadre;
- dal girone C al girone N, ci sono cinque squadre per girone.

I gironi sono stati sorteggiati come segue:
| Girone A       | Girone B      | Girone C       | Girone D             | Girone E       | Girone F      |
| -------------- | ------------- | -------------- | -------------------- | -------------- | ------------- |
| Biellese       | Lecco         | Bassano Virtus | Bellaria Igea Marina | Carrarese      | CuoioCappiano |
| Legnano        | Lumezzane     | Padova         | Boca San Lazzaro     | Castelnuovo    | Pisa          |
| Pro Patria     | Montichiari   | Portogruaro    | Ravenna              | Massese        | Poggibonsi    |
| Pro Sesto      | Pergocrema    | Rovigo         | Reggiana             | Pistoiese      | Rieti         |
| Pro Vercelli   | Pizzighettone | Südtirol       | SPAL                 | Prato          | Viterbese     |
| Valenzana      | Varese        |                |                      |                |               |
| Girone G       | Girone H      | Girone I       | Girone L             | Girone M       | Girone N      |
| Ancona         | Foggia        | Celano         | Cassino              | Fidelis Andria | Catanzaro     |
| Foligno        | Giugliano     | Cisco Roma     | Juve Stabia          | Manfredonia    | Gela          |
| Gubbio         | Giulianova    | Nuorese        | Nocerina             | Monopoli       | Igea Virtus   |
| Sambenedettese | Lanciano      | Olbia          | Real Marcianise      | Paganese       | Vibonese      |
| San Marino     | Val di Sangro | Torres         | Sorrento             | Potenza        | Vigor Lamezia |

### Girone A
| Squadra         | P.ti | G | V | N | P | GF | GS | DR |
| --------------- | ---- | - | - | - | - | -- | -- | -- |
| 1. Legnano      | 13   | 5 | 4 | 1 | 0 | 10 | 2  | +8 |
| 2. Pro Sesto    | 8    | 5 | 2 | 2 | 1 | 6  | 6  | +0 |
| 3. Pro Patria   | 8    | 5 | 2 | 2 | 1 | 4  | 6  | -2 |
| 4. Biellese     | 4    | 5 | 1 | 1 | 3 | 6  | 8  | -2 |
| 5. Pro Vercelli | 4    | 5 | 1 | 1 | 3 | 5  | 7  | -2 |
| 6. Valenzana    | 3    | 5 | 0 | 3 | 2 | 3  | 5  | -2 |

| 23 agosto 2006 | Biellese | 1 – 0 | Valenzana |  |

| 23 agosto 2006 | Legnano | 1 – 0 | Pro Vercelli |  |

| 23 agosto 2006 | Pro Patria | 1 – 1 | Pro Sesto |  |

| 27 agosto 2006 | Pro Sesto | 0 – 2 | Legnano |  |

| 27 agosto 2006 | Pro Vercelli | 4 – 3 | Biellese |  |

| 27 agosto 2006 | Valenzana | 1 – 2 | Pro Patria |  |

| 30 agosto 2006 | Biellese | 1 – 2 | Pro Sesto |  |

| 30 agosto 2006 | Legnano | 4 – 0 | Pro Patria |  |

| 30 agosto 2006 | Valenzana | 0 – 0 | Pro Vercelli |  |

| 6 settembre 2006 | Legnano | 1 – 1 | Valenzana |  |

| 6 settembre 2006 | Pro Patria | 0 – 0 | Biellese |  |

| 6 settembre 2006 | Pro Sesto | 2 – 1 | Pro Vercelli |  |

| 13 settembre 2006 | Biellese | 1 – 2 | Legnano |  |

| 13 settembre 2006 | Pro Vercelli | 0 – 1 | Pro Patria |  |

| 13 settembre 2006 | Valenzana | 1 – 1 | Pro Sesto |  |

### Girone B
| Squadra          | P.ti | G | V | N | P | GF | GS | DR |
| ---------------- | ---- | - | - | - | - | -- | -- | -- |
| 1. Varese        | 13   | 5 | 4 | 1 | 0 | 14 | 6  | +8 |
| 2. Pergocrema    | 13   | 5 | 4 | 1 | 0 | 9  | 5  | +4 |
| 3. Pizzighettone | 9    | 5 | 3 | 0 | 2 | 6  | 7  | -1 |
| 4. Montichiari   | 4    | 5 | 1 | 1 | 3 | 5  | 7  | -2 |
| 5. Lecco         | 2    | 5 | 0 | 2 | 3 | 2  | 6  | -4 |
| 6. Lumezzane     | 1    | 5 | 0 | 1 | 4 | 6  | 11 | -5 |

| 23 agosto 2006 | Montichiari | 2 – 1 | Lumezzane |  |

| 23 agosto 2006 | Pergocrema | 1 – 0 | Pizzighettone |  |

| 23 agosto 2006 | Varese | 1 – 0 | Lecco |  |

| 27 agosto 2006 | Lecco | 1 – 1 | Montichiari |  |

| 27 agosto 2006 | Lumezzane | 1 – 2 | Pergocrema |  |

| 27 agosto 2006 | Pizzighettone | 0 – 5 | Varese |  |

| 30 agosto 2006 | Lumezzane | 1 – 3 | Pizzighettone |  |

| 30 agosto 2006 | Montichiari | 1 – 2 | Varese |  |

| 30 agosto 2006 | Pergocrema | 1 – 0 | Lecco |  |

| 6 settembre 2006 | Lecco | 0 – 2 | Pizzighettone |  |

| 6 settembre 2006 | Pergocrema | 2 – 1 | Montichiari |  |

| 6 settembre 2006 | Varese | 3 – 2 | Lumezzane |  |

| 13 settembre 2006 | Lecco | 1 – 1 | Lumezzane |  |

| 13 settembre 2006 | Pizzighettone | 1 – 0 | Montichiari |  |

| 13 settembre 2006 | Varese | 3 – 3 | Pergocrema |  |

### Girone C
| Squadra           | P.ti | G | V | N | P | GF | GS | DR |
| ----------------- | ---- | - | - | - | - | -- | -- | -- |
| 1. Bassano Virtus | 10   | 4 | 3 | 1 | 0 | 9  | 2  | +7 |
| 2. Padova         | 8    | 4 | 2 | 2 | 0 | 8  | 3  | +5 |
| 3. Rovigo         | 5    | 4 | 1 | 2 | 1 | 2  | 4  | -2 |
| 4. Portogruaro    | 3    | 4 | 1 | 0 | 3 | 3  | 5  | -2 |
| 5. Südtirol       | 1    | 4 | 0 | 1 | 3 | 0  | 8  | -8 |

| 23 agosto 2006 | Padova | 0 – 0 | Rovigo |  |

| 23 agosto 2006 | Südtirol | 0 – 3 | Bassano Virtus |  |

| 27 agosto 2006 | Portogruaro-Summaga | 1 – 2 | Padova |  |

| 27 agosto 2006 | Rovigo | 0 – 0 | Südtirol |  |

| 30 agosto 2006 | Bassano Virtus | 3 – 0 | Rovigo |  |

| 30 agosto 2006 | Südtirol | 0 – 1 | Portogruaro-Summaga |  |

| 6 settembre 2006 | Padova | 4 – 0 | Südtirol |  |

| 6 settembre 2006 | Portogruaro-Summaga | 0 – 1 | Bassano Virtus |  |

| 13 settembre 2006 | Bassano Virtus | 2 – 2 | Padova |  |

| 13 settembre 2006 | Rovigo | 2 – 1 | Portogruaro-Summaga |  |

### Girone D
| Squadra                 | P.ti | G | V | N | P | GF | GS | DR |
| ----------------------- | ---- | - | - | - | - | -- | -- | -- |
| 1. Ravenna              | 8    | 4 | 2 | 2 | 0 | 6  | 2  | +4 |
| 2. Bellaria Igea Marina | 8    | 4 | 2 | 2 | 0 | 4  | 2  | +2 |
| 3. SPAL                 | 3    | 4 | 0 | 3 | 1 | 6  | 7  | -1 |
| 4. Boca San Lazzaro     | 3    | 4 | 0 | 3 | 1 | 5  | 8  | -3 |
| 5. Reggiana             | 2    | 4 | 0 | 2 | 2 | 3  | 6  | -3 |

| 23 agosto 2006 | Bellaria Igea Marina | 2 – 1 | Reggiana |  |

| 23 agosto 2006 | Boca San Lazzaro | 1 – 3 | Ravenna |  |

| 27 agosto 2006 | Bellaria Igea Marina | 0 – 0 | Boca San Lazzaro |  |

| 27 agosto 2006 | SPAL | 1 – 1 | Ravenna |  |

| 30 agosto 2006 | Boca San Lazzaro | 3 – 3 | SPAL |  |

| 30 agosto 2006 | Ravenna | 2 – 0 | Reggiana |  |

| 6 settembre 2006 | Reggiana | 1 – 1 | Boca San Lazzaro |  |

| 6 settembre 2006 | SPAL | 1 – 2 | Bellaria Igea Marina |  |

| 13 settembre 2006 | Ravenna | 0 – 0 | Bellaria Igea Marina |  |

| 13 settembre 2006 | Reggiana | 1 – 1 | SPAL |  |

### Girone E
| Squadra        | P.ti | G | V | N | P | GF | GS | DR |
| -------------- | ---- | - | - | - | - | -- | -- | -- |
| 1. Prato       | 8    | 4 | 2 | 2 | 0 | 5  | 3  | +2 |
| 2. Carrarese   | 7    | 4 | 2 | 1 | 1 | 7  | 5  | +2 |
| 3. Massese     | 7    | 4 | 2 | 1 | 1 | 3  | 3  | +0 |
| 4. Castelnuovo | 6    | 4 | 2 | 0 | 2 | 6  | 6  | +0 |
| 5. Pistoiese   | 0    | 4 | 0 | 0 | 4 | 4  | 8  | -4 |

| 23 agosto 2006 | Carrarese | 2 – 1 | Pistoiese |  |

| 23 agosto 2006 | Castelnuovo | 1 – 2 | Prato |  |

| 27 agosto 2006 | Massese | 1 – 0 | Castelnuovo |  |

| 27 agosto 2006 | Prato | 1 – 1 | Carrarese |  |

| 30 agosto 2006 | Carrarese | 2 – 0 | Massese |  |

| 30 agosto 2006 | Pistoiese | 1 – 2 | Prato |  |

| 6 settembre 2006 | Castelnuovo | 3 – 2 | Carrarese |  |

| 6 settembre 2006 | Massese | 2 – 1 | Pistoiese |  |

| 13 settembre 2006 | Pistoiese | 1 – 2 | Castelnuovo |  |

| 13 settembre 2006 | Prato | 0 – 0 | Massese |  |

### Girone F
| Squadra          | P.ti | G | V | N | P | GF | GS | DR |
| ---------------- | ---- | - | - | - | - | -- | -- | -- |
| 1. Pisa          | 8    | 4 | 2 | 2 | 0 | 5  | 2  | +3 |
| 2. CuoioCappiano | 6    | 4 | 1 | 3 | 0 | 6  | 4  | +2 |
| 3. Poggibonsi    | 5    | 4 | 1 | 2 | 1 | 5  | 3  | +2 |
| 4. Rieti         | 3    | 4 | 0 | 3 | 1 | 2  | 3  | -1 |
| 5. Viterbese     | 3    | 4 | 1 | 0 | 3 | 3  | 9  | -6 |

| 23 agosto 2006 | Rieti | 0 – 0 | Pisa |  |

| 23 agosto 2006 | Viterbese | 2 – 4 | CuoioCappiano |  |

| 27 agosto 2006 | CuoioCappiano | 1 – 1 | Rieti |  |

| 20 settembre 2006 | Poggibonsi | 3 – 0 | Viterbese |  |

| 30 agosto 2006 | Pisa | 1 – 1 | CuoioCappiano |  |

| 27 settembre 2006 | Rieti | 1 – 1 | Poggibonsi |  |

| 6 settembre 2006 | Poggibonsi | 1 – 2 | Pisa |  |

| 6 settembre 2006 | Viterbese | 1 – 0 | Rieti |  |

| 13 settembre 2006 | CuoioCappiano | 0 – 0 | Poggibonsi |  |

| 27 agosto 2006 | Pisa | 2 – 0 | Viterbese |  |

### Girone G
| Squadra           | P.ti | G | V | N | P | GF | GS | DR |
| ----------------- | ---- | - | - | - | - | -- | -- | -- |
| 1. San Marino     | 8    | 4 | 2 | 2 | 0 | 4  | 1  | +3 |
| 2. Foligno        | 7    | 4 | 2 | 1 | 1 | 4  | 3  | +1 |
| 3. Ancona         | 6    | 4 | 1 | 3 | 0 | 4  | 3  | +1 |
| 4. Sambenedettese | 4    | 4 | 1 | 1 | 2 | 3  | 3  | +0 |
| 5. Gubbio         | 1    | 4 | 0 | 1 | 3 | 1  | 6  | -5 |

| 23 agosto 2006 | Gubbio | 1 – 1 | Ancona |  |

| 23 agosto 2006 | San Marino | 1 – 0 | Foligno |  |

| 27 agosto 2006 | Ancona | 1 – 1 | San Marino |  |

| 27 agosto 2006 | Foligno | 2 – 1 | Sambenedettese |  |

| 30 agosto 2006 | Foligno | 1 – 0 | Gubbio |  |

| 30 agosto 2006 | Sambenedettese | 0 – 0 | San Marino |  |

| 6 settembre 2006 | Ancona | 1 – 1 | Foligno |  |

| 6 settembre 2006 | Gubbio | 0 – 2 | Sambenedettese |  |

| 13 settembre 2006 | Sambenedettese | 0 – 1 | Ancona |  |

| 13 settembre 2006 | San Marino | 2 – 0 | Gubbio |  |

### Girone H
| Squadra          | P.ti | G | V | N | P | GF | GS | DR |
| ---------------- | ---- | - | - | - | - | -- | -- | -- |
| 1. Foggia        | 10   | 4 | 3 | 1 | 0 | 7  | 1  | +6 |
| 2. Giugliano     | 8    | 4 | 2 | 2 | 0 | 4  | 2  | +2 |
| 3. Lanciano      | 5    | 4 | 1 | 2 | 1 | 3  | 2  | +1 |
| 4. Val di Sangro | 3    | 4 | 1 | 0 | 3 | 1  | 5  | -4 |
| 5. Giulianova    | 1    | 4 | 0 | 1 | 3 | 1  | 6  | -5 |

| 23 agosto 2006 | Giulianova | 0 – 1 | Val di Sangro |  |

| 23 agosto 2006 | Lanciano | 0 – 2 | Foggia |  |

| 27 agosto 2006 | Giugliano | 1 – 0 | Val di Sangro |  |

| 27 agosto 2006 | Lanciano | 0 – 0 | Giulianova |  |

| 30 agosto 2006 | Giulianova | 1 – 2 | Giugliano |  |

| 30 agosto 2006 | Val di Sangro | 0 – 1 | Foggia |  |

| 6 settembre 2006 | Foggia | 3 – 0 | Giulianova |  |

| 6 settembre 2006 | Giugliano | 0 – 0 | Lanciano |  |

| 13 settembre 2006 | Foggia | 1 – 1 | Giugliano |  |

| 13 settembre 2006 | Val di Sangro | 0 – 3 | Lanciano |  |

### Girone I
| Squadra       | P.ti | G | V | N | P | GF | GS | DR  |
| ------------- | ---- | - | - | - | - | -- | -- | --- |
| 1. Cisco Roma | 10   | 4 | 3 | 1 | 0 | 10 | 5  | +5  |
| 2. Nuorese    | 9    | 4 | 3 | 0 | 1 | 8  | 6  | +2  |
| 3. Olbia      | 4    | 4 | 1 | 1 | 2 | 5  | 4  | +1  |
| 4. Celano     | 4    | 4 | 1 | 1 | 2 | 8  | 6  | +2  |
| 5. Torres     | 1    | 4 | 0 | 1 | 3 | 4  | 15 | -11 |

| 21 settembre 2006 | Celano | 1 – 1 | Cisco Roma |  |

| 20 agosto 2006 | Olbia | 2 – 3 | Nuorese |  |

| 26 agosto 2006 | Cisco Roma | 1 – 0 | Olbia |  |

| 4 ottobre 2006 | Nuorese | 2 – 1 | Torres |  |

| 30 agosto 2006 | Olbia | 3 – 0 | Celano |  |

| 27 settembre 2006 | Torres | 3 – 5 | Cisco Roma |  |

| 11 ottobre 2006 | Celano | 8 – 0 | Torres |  |

| 6 settembre 2006 | Cisco Roma | 3 – 1 | Nuorese |  |

| 13 settembre 2006 | Nuorese | 2 – 0 | Celano |  |

| 13 settembre 2006 | Torres | 0 – 0 | Olbia |  |

### Girone L
| Squadra            | P.ti | G | V | N | P | GF | GS | DR |
| ------------------ | ---- | - | - | - | - | -- | -- | -- |
| 1. Sorrento        | 8    | 4 | 2 | 2 | 0 | 8  | 1  | +7 |
| 2. Real Marcianise | 7    | 4 | 2 | 1 | 1 | 7  | 5  | +2 |
| 3. Juve Stabia     | 5    | 4 | 1 | 2 | 1 | 4  | 5  | -1 |
| 4. Cassino         | 3    | 4 | 0 | 3 | 1 | 4  | 5  | -1 |
| 5. Nocerina        | 2    | 4 | 0 | 2 | 2 | 1  | 8  | -7 |

| 23 agosto 2006 | Juve Stabia | 1 – 1 | Sorrento |  |

| 23 agosto 2006 | Nocerina | 0 – 0 | Cassino |  |

| 27 agosto 2006 | Cassino | 1 – 2 | Juve Stabia |  |

| 27 agosto 2006 | Sorrento | 2 – 0 | Real Marcianise |  |

| 30 agosto 2006 | Juve Stabia | 1 – 1 | Nocerina |  |

| 30 agosto 2006 | Real Marcianise | 3 – 3 | Cassino |  |

| 6 settembre 2006 | Cassino | 0 – 0 | Sorrento |  |

| 6 settembre 2006 | Nocerina | 0 – 2 | Real Marcianise |  |

| 13 settembre 2006 | Real Marcianise | 2 – 0 | Juve Stabia |  |

| 13 settembre 2006 | Sorrento | 5 – 0 | Nocerina |  |

### Girone M
| Squadra           | P.ti | G | V | N | P | GF | GS | DR |
| ----------------- | ---- | - | - | - | - | -- | -- | -- |
| 1. Paganese       | 10   | 4 | 3 | 1 | 0 | 8  | 3  | +5 |
| 2. Potenza        | 6    | 4 | 2 | 0 | 2 | 7  | 7  | +0 |
| 3. Manfredonia    | 5    | 4 | 1 | 2 | 1 | 4  | 2  | +2 |
| 4. Monopoli       | 4    | 4 | 1 | 1 | 2 | 3  | 6  | -3 |
| 5. Fidelis Andria | 2    | 4 | 0 | 2 | 2 | 3  | 7  | -4 |

| 23 agosto 2006 | Manfredonia | 1 – 2 | Paganese |  |

| 23 agosto 2006 | Potenza | 4 – 1 | Andria BAT |  |

| 27 agosto 2006 | Andria BAT | 0 – 0 | Manfredonia |  |

| 27 agosto 2006 | Paganese | 2 – 1 | Monopoli |  |

| 30 agosto 2006 | Manfredonia | 3 – 0 | Potenza |  |

| 30 agosto 2006 | Monopoli | 2 – 1 | Andria BAT |  |

| 6 settembre 2006 | Andria BAT | 1 – 1 | Paganese |  |

| 6 settembre 2006 | Potenza | 3 – 0 | Monopoli |  |

| 13 settembre 2006 | Monopoli | 0 – 0 | Manfredonia |  |

| 13 settembre 2006 | Paganese | 3 – 0 | Potenza |  |

### Girone N
| Squadra          | P.ti | G | V | N | P | GF | GS | DR |
| ---------------- | ---- | - | - | - | - | -- | -- | -- |
| 1. Vibonese      | 9    | 4 | 3 | 0 | 1 | 5  | 3  | +2 |
| 2. Catanzaro     | 9    | 4 | 3 | 0 | 1 | 9  | 2  | +7 |
| 3. Gela          | 6    | 4 | 2 | 0 | 2 | 4  | 6  | -2 |
| 4. Vigor Lamezia | 3    | 4 | 1 | 0 | 3 | 6  | 8  | -2 |
| 5. Igea Virtus   | 1    | 4 | 1 | 0 | 3 | 2  | 7  | -5 |

| 23 agosto 2006 | Igea Virtus | 0 – 3 | Vigor Lamezia |  |

| 20 settembre 2006 | Vibonese | 1 – 0 | Catanzaro |  |

| 27 settembre 2006 | Catanzaro | 4 – 0 | Gela |  |

| 27 settembre 2006 | Vigor Lamezia | 1 – 2 | Vibonese |  |

| 20 settembre 2006 | Gela | 3 – 1 | Vigor Lamezia |  |

| 30 agosto 2006 | Vibonese | 2 – 1 | Igea Virtus |  |

| 6 settembre 2006 | Igea Virtus | 1 – 0 | Gela |  |

| 4 ottobre 2006 | Vigor Lamezia | 1 – 3 | Catanzaro |  |

| 13 settembre 2006 | Catanzaro | 2 – 0 | Igea Virtus |  |

| 4 ottobre 2006 | Gela | 1 – 0 | Vibonese |  |

## La fase ad eliminazione diretta
A questa fase partecipano le 12 squadre vincitrici dei gironi della fase eliminatoria più 20 delle squadre che hanno già preso parte alla Coppa Italia. Il sorteggio per gli accoppiamenti è stato effettuato il 4 ottobre 2006.

### Primo turno
| Squadra 1      | Totale | Squadra 2     | Andata     | Ritorno         |
| -------------- | ------ | ------------- | ---------- | --------------- |
|                |        |               | 18.10.2006 | 01.11.2006      |
| Bassano Virtus | 4 - 3  | Cittadella    | 3 - 2      | 1 - 1           |
| Benevento      | 1 - 2  | Foggia        | 0 - 2      | 1 - 0           |
| Carpenedolo    | 4 - 2  | Venezia       | 2 - 1      | 2 - 1           |
| Cisco Roma     | 1 - 1  | Cavese        | 0 - 1      | 1 - 0 (4-5 dcr) |
| Ivrea          | 3 - 4  | Cuneo         | 1 - 2      | 2 - 2 (dts)     |
| Legnano        | 1 - 1  | Sassuolo      | 0 - 0      | 1 - 1           |
| Martina        | 3 - 1  | Rende         | 1 - 0      | 2 - 1           |
| Melfi          | 2 - 1  | Paganese      | 0 - 0      | 2 - 1           |
| Novara         | 3 - 7  | Varese        | 2 - 3      | 1 - 4           |
| Perugia        | 0 - 2  | Sansovino     | 0 - 0      | 0 - 2           |
| Prato          | 5 - 1  | Pisa          | 5 - 0      | 0 - 1           |
| Ravenna        | 1 - 3  | Lucchese      | 1 - 2      | 0 - 1           |
| Salernitana    | 0 - 2  | Sorrento      | 0 - 0      | 0 - 2           |
| San Marino     | 3 - 1  | Sangiovannese | 2 - 1      | 1 - 0           |
| Teramo         | 3 - 1  | Pro Vasto     | 1 - 0      | 2 - 1           |
| Vibonese       | 2 - 3  | Taranto       | 2 - 0      | 0 - 3           |

### Secondo turno
| Squadra 1      | Totale | Squadra 2 | Andata     | Ritorno     |
| -------------- | ------ | --------- | ---------- | ----------- |
|                |        |           | 22.11.2006 | 13.12.2006  |
| Bassano Virtus | 3 - 2  | Legnano   | 2 - 2      | 1 - 0       |
| Carpenedolo    | 2 - 2  | Prato     | 2 - 1      | 0 - 1       |
| Cavese         | 0 - 1  | Foggia    | 0 - 0      | 0 - 1       |
| Cuneo          | 3 - 1  | Varese    | 3 - 1      | 0 - 0       |
| Martina        | 3 - 2  | Taranto   | 1 - 1      | 2 - 1 (dts) |
| San Marino     | 1 - 4  | Lucchese  | 0 - 1      | 1 - 3       |
| Sansovino      | 2 - 3  | Teramo    | 2 - 0      | 0 - 3       |
| Sorrento       | 14 - 1 | Melfi     | 12 - 0     | 2 - 1       |

### Ottavi di finale
| Squadra 1      | Totale | Squadra 2 | Andata     | Ritorno         |
| -------------- | ------ | --------- | ---------- | --------------- |
|                |        |           | 17.01.2007 | 31.01.2007      |
| Bassano Virtus | 3 - 2  | Monza     | 1 - 0      | 2 - 2           |
| Cremonese      | 3 - 2  | Prato     | 2 - 1      | 1 - 1           |
| Cuneo          | 5 - 3  | Pavia     | 2 - 2      | 3 - 1           |
| Foggia         | 3 - 1  | Ternana   | 1 - 0      | 2 - 1           |
| Gallipoli      | 2 - 2  | Martina   | 2 - 0      | 0 - 2 (4-3 dcr) |
| Sanremese      | 1 - 4  | Lucchese  | 1 - 2      | 0 - 2           |
| Sorrento       | 4 - 1  | Avellino  | 2 - 1      | 2 - 0           |
| Teramo         | 1 - 0  | Grosseto  | 0 - 0      | 1 - 0           |

### Quarti di finale
| Squadra 1 | Totale | Squadra 2      | Andata     | Ritorno     |
| --------- | ------ | -------------- | ---------- | ----------- |
|           |        |                | 14.02.2007 | 21.02.2007  |
| Cuneo     | 2 - 2  | Bassano Virtus | 1 - 0      | 1 - 2       |
| Cremonese | 3 - 3  | Lucchese       | 2 - 3      | 1 - 0       |
| Foggia    | 3 - 1  | Teramo         | 1 - 0      | 2 - 1 (dts) |
| Gallipoli | 3 - 2  | Sorrento       | 2 - 1      | 1 - 1       |

### Semifinali
| Squadra 1 | Totale | Squadra 2 | Andata     | Ritorno    |
| --------- | ------ | --------- | ---------- | ---------- |
|           |        |           | 07.03.2007 | 21.03.2007 |
| Cuneo     | 4 - 3  | Lucchese  | 3 - 1      | 1 - 2      |
| Foggia    | 2 - 1  | Gallipoli | 0 - 0      | 2 - 1      |

### Finale
| Squadra 1 | Totale | Squadra 2 | Andata     | Ritorno    |
| --------- | ------ | --------- | ---------- | ---------- |
|           |        |           | 11.04.2007 | 25.04.2007 |
| Cuneo     | 1 - 3  | Foggia    | 0 - 0      | 1 - 3      |

| Cuneo 11 aprile 2007, ore 15:00 Finale - Andata | Cuneo                | 0 – 0 | Foggia | Stadio Fratelli Paschiero (510 spett.)\| Arbitro: \| Cavarretta (Trapani) \| |
| Arbitro:                                        | Cavarretta (Trapani) |       |        |                                                                              |

| Arbitro: | Tommasi (Bassano del Grappa) |

|                                           |           |            |
| Giordano 11’ Mounard 16’ Mastronunzio 48’ | Marcatori | 88’ Iacona |

### Tabellini finale

#### Andata
Cuneo: Mandrelli, Canini, Fornoni, Damien, Madrigrano, Ferrari (54' Garavelli), Riva, Didu, Longhi  (81' Cristini), Taribello (51' Fabbrini), Rossi. All. Bianco.
Foggia: Marruocco , Moi , Ignoffo, Pagliarulo, D' Alterio, Giordano, Princivalli, Panarelli (58' Chiaretti), Shala , Salgado, Mounard (73' Pecchia). All. D'Adderio.

#### Ritorno
Foggia: Castelli (83' Liccardi), Panarelli, Pagliarulo, Zaccanti, Ignoffo, Shala (66' Quinto), Giordano , Princivalli, Ingrosso, Mounard, Mastronunzio (59' Zagaria). All. D'Adderio.
Cuneo: Mandrelli, Glauda, Fornoni, Damien  (50' Chechi), Madrigano, Ferrari, Riva, Cristini (72' Didu ), Longhi, Petrascu (52' Rossi), Iacona. All. Bianco.